# 유기적 퇴적암

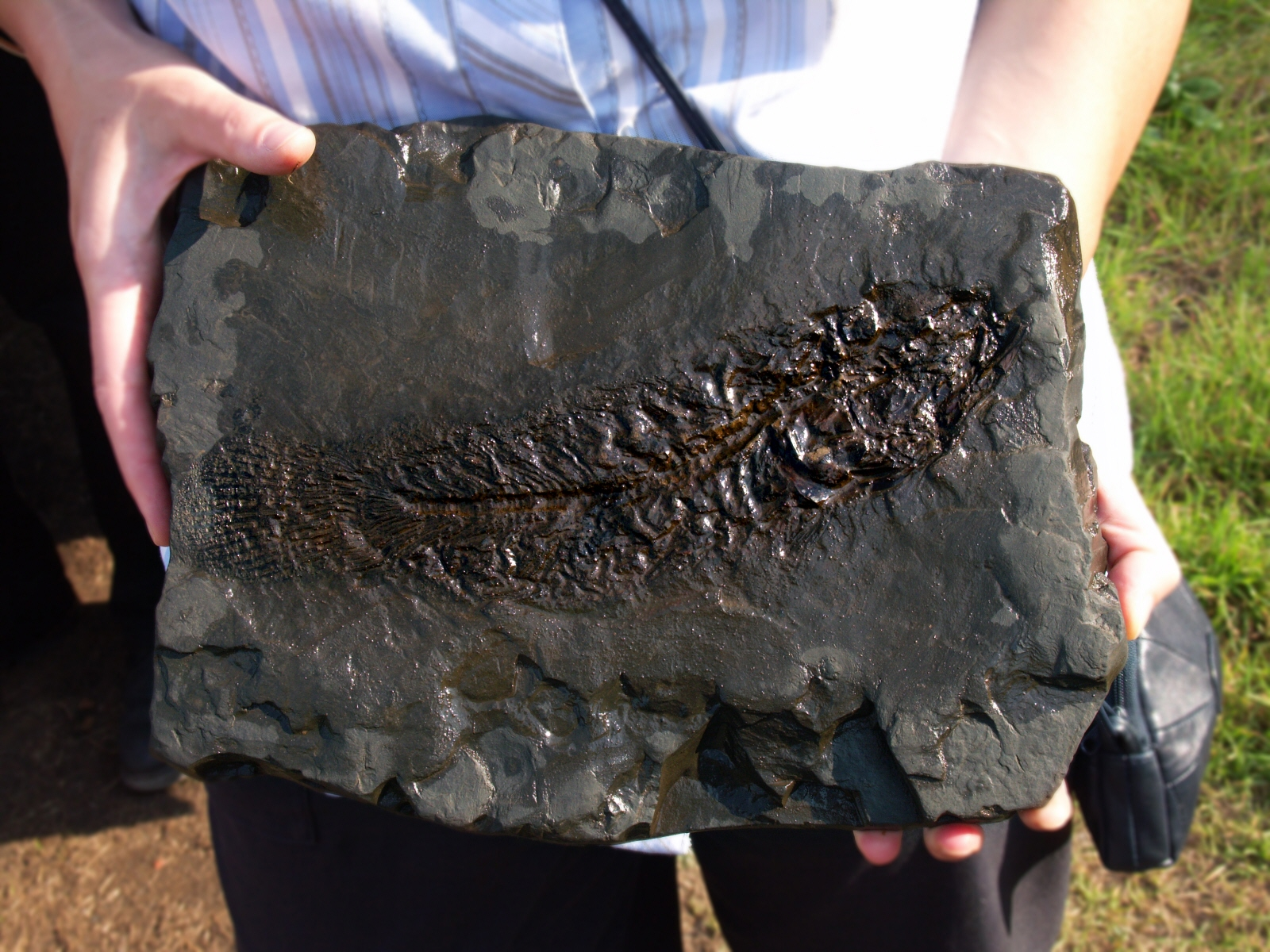

유기적 퇴적암(Organic-rich sedimentary rocks)이란 유기체의 잔재물이 집적되어 형성된 암석을 말한다. 대표적인 예로서, 석탄은 식물조각이 쌓인 후 압력을 받아 형성된 유기적 암석이다. 또한 해저면에서 조개껍질이 집적되어 형성된 석회암도 유기적 암석이다. 그밖의 유기적 퇴적암으로는 처트, 규조토가 있다.